# Rhein-Main-Verkehrsverbund
Le Rhein-Main-Verkehrsverbund (RMV) est un réseau de transport en commun opérant principalement le land de la Hesse en Allemagne et dont l'organisation est construite pour desservir principalement Francfort-sur-le-Main. Le siège social de l'entreprise est basé à Hofheim am Taunus. À son lancement en 1995, il s'agissait du plus grand réseau de transport au monde mais depuis il est devancé par le Verkehrsverbund Berlin-Brandenburg.

## Caractéristiques
Le RMV opère dans 15 arrondissements (Landkreis), onze villes et le land de la Hesse et dessert le sud et le centre ainsi que certaines parties à l'est du land de la Hesse. Tout le réseau est dans la Hesse à l'exception de la ville de Mayence qui est en Rhénanie-Palatinat. Le Frankfurter Verkehrsverbund (FVV), couvrant la région Rhin-Main area, fut incorporé au sein du RMV.
Le RMV gère aussi les investissements et les tarifs du réseau du métro de Francfort-sur-le-Main et du S-Bahn Rhin-Main (équivalent du Réseau express régional).